# François Meyronnis
François Meyronnis (París, 22 de diciembre de 1961) es un escritor francés. Es autor de Brève attaque du vif.

## Revistas
Es editor de la revista Ligne de risque, junto a Yannick Haenel. Colabora con las revistas L'Infini y Luna Park.

## Estética
Contrario a la novela psicológica francesa y al naturalismo literario en general, destaca su particular vehemencia y su tendencia al nihilismo. En 2000 publicó el «Manifeste pour une révolution littéraire».